# 世界末日 (2022年電影)
《世界末日》（英語：Armageddon Time）是一部2022年美國歷史劇情片，由詹姆士·葛雷編導，安·海瑟薇、傑瑞米·史壯、班克斯·雷佩塔（Banks Repeta）、葉琳·韋伯（Jaylin Webb）和安東尼·霍普金斯主演。故事講述了一個年輕的猶太裔美國男孩與一位非裔美國同學成為朋友，並開始與家人的期望作鬥爭，並在特權、不平等和偏見的世界中成長。主題涉及種族、家庭、友誼、校園。
本片2022年5月19日登上第75屆坎城影展舉行全球首映，10月28日在美國有限上映。電影雖然在影評界獲得正面為主的評價，但是票房表現不佳造成虧損。

## 演員
- 安·海瑟薇飾演艾絲特·格拉夫（Esther Graff）：保羅的母親。
- 傑瑞米·史壯飾演厄文·格拉夫（Irving Graff）：保羅的父親。
- 班克斯·雷佩塔（Banks Repeta）飾演保羅·格拉夫（Paul Graff）
- 葉琳·韋伯（Jaylin Webb）飾演強尼（Johnny）：保羅的好友兼同學。
- 安東尼·霍普金斯飾演亞倫·格拉夫（Aaron Graff）：保羅的爺爺。
- 萊恩·塞爾（Ryan Sell）飾演泰德·格拉夫（Ted Graff）：保羅的哥哥。
- 丹恩·韋斯特（Dane West）飾演托帕·羅威爾（Topper Lowell）：保羅的好友。
- 安德魯·波爾克（Andrew Polk）飾演特克爾陶先生（Mr. Turkeltaub）：保羅的老師。
- 泰芮·弗雷德修（英语：Tovah Feldshuh）飾演米琪·格拉夫（Mickey Graff）：保羅的奶奶。
- 雅各·麥金農（Jacob MacKinnon）飾演艾德格·羅曼內利（Edgar Romanelli）
- 多門尼克·隆巴多西飾演達里恩佐警佐（Police Sergeant D’Arienzo）
- 約翰·狄伊（英语：John Diehl）飾演佛瑞德·川普
- 潔西卡·雀絲坦飾演瑪麗安娜·川普

## 製作
2019年5月，宣布詹姆士·葛雷將編導一部片名為《世界末日》（Armageddon Time）的電影，該片主要講述他在皇后區的成長經歷。2020年5月，凱特·布蘭琪加入演員陣容。2020年6月，勞勃·狄尼洛、奧斯卡·伊薩克、唐納·蘇德蘭和安·海瑟薇加入演員陣容。2021年10月，安東尼·霍普金斯、傑瑞米·史壯以及新人演員們麥可·班克斯·雷佩塔（Michael Banks Repeta）、葉琳·韋伯（Jaylin Webb）和萊恩·塞爾（Ryan Sell）參演，分別替代飾演狄尼洛和伊薩克的角色。當製作開始時據報導布蘭琪和蘇德蘭已不再是演員陣容之一。2021年12月，安德魯·波爾克（Andrew Polk）和泰芮·弗雷德修參演。2022年3月，多門尼克·隆巴多西被透露為演員陣容之一。2022年5月，據報導潔西卡·雀絲坦將替代布蘭琪飾演瑪麗安娜·川普。

### 拍攝
主體拍攝於2021年10月在紐澤西州開始進行，並於同年12月殺青。

## 外部連結
- 互联网电影数据库（IMDb）上《世界末日》的资料（英文）
- 豆瓣电影上《世界末日》的資料 （简体中文）